# Вернон-Сентер (тауншип, Миннесота)
Вернон-Сентер (англ. Vernon Center) — тауншип в округе Блу-Эрт, Миннесота, США. На 2000 год его население составило 301 человек.

## География
По данным Бюро переписи населения США площадь тауншипа составляет 92,0 км², из которых 92,0 км² занимает суша, водоёмов нет.

## Демография
По данным переписи населения 2000 года здесь находились 301 человек, 113 домохозяйств и 90 семей.  Плотность населения —  3,3 чел./км².  На территории тауншипа расположено 119 построек со средней плотностью 1,3 построек на один квадратный километр. Расовый состав населения: 99,34 % белых, 0,33 % коренных американцев и 0,33 % приходится на две или более других рас. Испанцы или латиноамериканцы любой расы составляли 1,00 % от популяции тауншипа.
Из 113 домохозяйств в 29,2 % воспитывались дети до 18 лет, в 73,5 % проживали супружеские пары, в 1,8 % проживали незамужние женщины и в 19,5 % домохозяйств проживали несемейные люди. 12,4 % домохозяйств состояли из одного человека, при том 4,4 % из — одиноких пожилых людей старше 65 лет. Средний размер домохозяйства — 2,66, а семьи — 2,90 человека.
25,2 % населения младше 18 лет, 9,3 % в возрасте от 18 до 24 лет, 25,9 % от 25 до 44, 24,3 % от 45 до 64 и 15,3 % старше 65 лет. Средний возраст — 39 лет. На каждые 100 женщин приходилось 123 мужчины.  На каждые 100 женщин старше 18 приходилось 122,8 мужчин.
Средний годовой доход домохозяйства составлял 44 375 долларов, а средний годовой доход семьи —  49 583 доллара. Средний доход мужчин —  28 542  доллара, в то время как у женщин — 17 188. Доход на душу населения составил 20 729 долларов. За чертой бедности находились 6,0 % семей и 10,1 % всего населения тауншипа, из которых 17,6 % младше 18 лет.